# Гипрокислород
Гипрокислород — Государственный институт по проектированию кислородных заводов Минхимпрома СССР, с 1994 года - открытое акционерное общество, в 2005 году приобретено ОАО "Криогенмаш".

## История
24 апреля 1946 года по распоряжению Совета Министров СССР № 5390-р конструкторское бюро Управления автогенной промышленности Главкислорода (руководитель управления - до «кислородного конфликта» П. Л. Капица, после - Н. И. Гельперин) было преобразовано в Государственный институт по проектированию предприятий кислородной промышленности.
Основными объектами разработки института являлись кислородные производства на предприятиях черной и цветной металлургии; азотно-кислородные станции на предприятиях химической и нефтехимической промышленности. Кроме того, Гипрокислород разрабатывал наземные комплексы заправки ракет ракетным топливом на космодромах Байконур, Плесецк и Восточный, включая первое сферическое хранилище жидкого кислорода на полигоне Капустин Яр, в том числе систему заправки ракеты Р-1 совместно с ГСКБ Спецмаш и НИИ-88 под руководством С.П. Королёва.
Согласно постановлению Совета министров СССР от 9 мая 1950 года Гипрокислород был включен в список ведущих проектных организаций 1-й группы. Новое направление деятельности – проектирование заводов с использованием метода глубокого охлаждения и получения редких газов, а также цехов по их очистке стало отличительной особенностью работы того периода. Проектировались кислородные заводы большой мощности. Впервые – для цветной и черной металлургии, химической и нефтяной промышленности, медицины. Создавались типовые проекты для малых кислородных и ацетиленовых станций.
Гипрокислород разработал ряд нормативных документов в кислородной промышленности, в том числе "Указания по проектированию производства кислорода и других продуктов разделения воздуха, У 866-00-3", утвержденые Госхимкомитетом при Госплане СССР 13/1У в 1964 году. Сейчас институт входит в состав подкомитетов технического комитета по стандартизации Росстандарта ТК-114 «Кислородное и криогенное оборудование».
На основании распоряжения № 1954-р Госкомимущества Российской Федерации от 15 июля 1994 года Государственный институт по проектированию предприятий кислородной промышленности «Гипрокислород» 6 сентября этого же года был преобразован в Акционерное общество открытого типа «Гипрокислород» (АООТ «Гипрокислород»).

С 2005 года институт входил в состав ОАО «Криогенмаш», подконтрольного группе «Уралмаш-Ижора». При этом в 2007 году институт оказался в неофициальном черном списке московских работодателей, а в 2008 году руководство института было осуждено за неуплату налогов. 
В дальнейшем функционирует как ОАО «Государственный институт по проектированию предприятий кислородной промышленности» (ОАО «Гипрокислород»), акционерное общество «Гипрокислород» – инжиниринговая компания, развивающая традиции проектирования сложных объектов, член «Ассоциации проектных организаций Газпрома». С 2012 институт работает по проектированию объектов Газпрома в том числе Заводов СПГ.

## Промышленное значение
Внедрение в производство эффективных и высокопроизводительных установок по производству кислорода и сопутствующих продуктов разделения воздуха (инертных газов) позволило повысить температуру выплавки и, в результате, увеличить производительность и качество продукции черной и цветной металлургии. Кроме того, снизилось содержание азота в вырабатываемом металле, что так же позитивно сказалось на его качестве. Разработанные системы хранения и перевозки позволили решить вопрос заправки ракет жидким топливом, в том числе для обеспечения полетов в космос. Попутно были решены вопросы снабжения кислородом региональных медицинских учреждений в СССР.
Побочным продуктом производства кислорода являлась тяжелая вода. В условиях после Второй Мировой войны в СССР это практически означало, что кислород являлся побочным продуктом производства тяжелой воды для нужд Атомного проекта СССР, и его использование в промышленности служило для удешевления (почти в 10 раз) себестоимости тяжелой воды.